# 十二金人
十二金人（じゅうにきんじん）は、中国・秦の始皇帝が紀元前221年また諸国の武器を集めて鎔かし12体の青銅巨人像を製造した。十二銅人、金人十二とも称される。主に『史記』などの歴史書や民間伝承に記録が残るが、現存せず考古学的実証もない伝説的文物とされる。

## 歴史的記録
『史記』秦始皇本紀によると、秦の天下統一後、全国から収集した兵器を溶解して鋳造したと記載。賈誼の『過秦論』にも「銷鋒鏑，鑄以為金人十二」との記述がある。後漢の班固が編纂した『漢書』芸文志では、各金人の高さ「五丈（約11.55メートル）」、重量「各千石（約30トン）」と記録。

## 構造と意匠
- 形状：『三輔旧事』では「坐高三丈（約6.93メートル）」「胸前に銘文」と描写
- 装飾：『水経注』河水篇に「匈奴を象った」との説あり
- 銘文：『長安志』巻十二に李斯篆書説を記載

## 学術的見解
現代の研究では以下の説が提唱されている：
1. 政治象徴説：宮崎市定らが主張する中央集権の視覚的アピール説[3]
2. 冶金技術説：銭穆による青銅器生産力誇示説
3. 伝説創作説：白鳥庫吉が指摘する漢代の反秦プロパガンダ説

## 後世の伝承
- 唐代『酉陽雑俎』：洛陽郊外で一部出土との伝説
- 明代『帝京景物略』：永楽帝が北京城造営時に発見試みた記録
- 現代では西安市政府が2010年に「金人復元プロジェクト」を発表（学術界から考古学的根拠不足を指摘され中止）[4]